# Фусгенхајм
Фусгенхајм (њем. Fußgönheim) општина је у њемачкој савезној држави Рајна-Палатинат. Једно је од 25 општинских средишта округа Рајна-Палатинат. Према процјени из 2010. у општини је живјело 2.492 становника. Посједује регионалну шифру (AGS) 7338008.

## Географски и демографски подаци
Фусгенхајм се налази у савезној држави Рајна-Палатинат у округу Рајна-Палатинат. Општина се налази на надморској висини од 99 метара. Површина општине износи 6,6 km². У самом мјесту је, према процјени из 2010. године, живјело 2.492 становника. Просјечна густина становништва износи 375 становника/km².